# Колійний обхідник
Колійний обхідник — працівник залізничного транспорту, який обходить залізничні колії з метою їх огляду на певній ділянці або станції, має посаду бригадира колії.

## Права та обов'язки
Обхідник зобов'язаний стежити за станом колії. При виявленні несправностей — записувати про них відомості до спеціальної книги, при можливості усувати несправності на місці і робити в тій же книзі відмітку про її усунення. Обхідник зобов'язаний негайно повідомляти про вихід на колію своєму бригадирові, а при його відсутності — колійному майстру.

## Історія
Обхідники з'явилися відразу після побудови залізниць і стежили за безпекою руху, контролюючи і при необхідності виправляючи колію (рейки, шпали, насип). В Україні перші обхідники з'явилися в XIX столітті. Вони мали ділянки протяжністю в декілька верст. Мешкали в будках кожен на своїй ділянці — іноді з родиною, ще рідше їм дозволялося вести підсобне натуральне господарство (город). Зустрітися два обхідники могли тільки на межі ділянок під час обходу.